# Högtjärnen (Töre socken, Norrbotten, 733040-181515)
Högtjärnen är en sjö i Kalix kommun i Norrbotten och ingår i Kalixälven-Töreälvens kustområde. Sjön har en area på 0,145 kvadratkilometer och ligger 32,1 meter över havet.

## Delavrinningsområde
Högtjärnen ingår i det delavrinningsområde (733058-181558) som SMHI kallar för Ovan 733018-181508. Medelhöjden är 52 meter över havet och ytan är 1,85 kvadratkilometer. Det finns inga avrinningsområden uppströms utan avrinningsområdet är högsta punkten. Avrinningsområdets utflöde mynnar i havet. Avrinningsområdet består mestadels av skog (88 procent). Avrinningsområdet har 0,15 kvadratkilometer vattenytor vilket ger det en sjöprocent på 7,9 procent.